# Сезон ФК «Чорноморець» (Одеса) 2011—2012
Сезон ФК «Чорноморець» (Одеса) 2011–2012 — 21-й сезон одеського «Чорноморця» у чемпіонатах/кубках України, та 74-й в історії клубу.

## Хронологія сезону

### Липень2011
- 10 липня 2011 р. «Чорноморець» стартував в 21-му чемпіонаті України з футболу серед команд прем'єр-ліги, та поступився в Одесі у матчі 1-го туру донецькому «Металургу» з рахунком 0:1[1]. Перша поразка «моряків» у сезоні, а також перша домашня поразка «Чорноморця» у чемпіонаті[2].
- 17 липня 2011 р. У другому турі першості України «моряки» здобули своє перше очко у турнирі, зігравши 1:1 у Львові з місцевими «Карпатами»[3]. Це була перша нічія «Чорноморця» у чемпионаті. Анатолій Діденко забив перший гол «моряків» у сезоні[4].
- 23 липня 2011 р. В Одесі, у матчі 3-го туру першості «Чорноморець» поступився київському «Арсеналу» — 0:3[5][6]. Перша, і єдина домашня поразка «моряків» з крупним рахунком в чемпіонаті України 2011/12.
- 31 липня 2011 р. «Моряки» програли у Кривому Розі матч 4-го туру першості України місцевому «Кривбасу» з рахунком 0:1[7][8]. Це була перша гостьова поразка «Чорноморця» в чемпионаті 2011/12.

### Серпень2011
- 6 серпня 2011 р. У матчі 5-го туру чемпіонату України «Чорноморець» вдома зіграв внічию (1:1) з дніпропетровським «Дніпром»[9][10]. Це була перша нічія i перше очко здобуті «моряками» у домашніх зустрічах національної першості.
- 14 серпня 2011 р. Гру 6-го туру першості України «моряки» грали у Маріуполі, де зіграли внічию з місцевим клубом «Іллічівець» (1:1)[11][12].
- 20 серпня 2011 р. Матч 7-го туру національного чемпіонату «Чорноморець» зіграв в Одесі внічию (0:0) з луцькою «Волинню»[13][14].
- 28 серпня 2011 р. У матчі 8-го туру першості України проти чемпіона країни донецького «Шахтаря» (2:2)[15], новачкові одеської команди, румунському форвардові Лучіану Бурдужану вдалося зробити гольовий дубль. Це був перший дубль Бурдужана у складі «моряків». Також це був перший дубль одного з гравців «Чорноморця» в сезоні, та в чемпіонаті країни 2011/12[16].

### Вересень2011
- 10 вересня 2011 р. У грі 9-го туру чемпіонату України «моряки» програли у Полтаві місцевій «Ворсклі» з рахунком 1:3[17][18].
- 18 вересня 2011 р. В Одесі, у матчі 10-го туру першості України «Чорноморець» програв київському «Динамо» з рахунком 1:2[19][20].
- 21 вересня 2011 р. «Моряки» успішно стартували в 21-му розиграші кубка України з футболу, обігравши на виїзді в матчі 1/16 фіналу «Енергетик» (Бурштин) з рахунком 1:0. Це була перша перемога, а також перша виїзна перемога «моряків» в офіційних матчах сезону 2011/12[21].
- 25 вересня 2011 р. У матчі 11-го туру чемпіонату України, вигравши на виїзді в луганської «Зорі» з рахунком 2:0, «Чорноморець» отримав свою першу перемогу в першості України. Одночасно цей матч став першою виїзною перемогою «моряків» у чемпіонаті[22][23].

### Жовтень2011
- 1 жовтня 2011 р. Обігравши в Одесі у матчі 12-го туру першості України сімферопольську «Таврію» з рахунком 1:0, «Чорноморець» отримав першу домашню перемогу у чемпіонаті[24][25].
- 15 жовтня 2011 р. У матчі 13-го туру чемпіонату України «моряки» програли на виїзді харківському «Металісту» з рахунком 0:1[26][27]
- 21 жовтня 2011 р. «Чорноморець» переміг в Одесі «Олександрію» з рахунком 2:1 у матчі 14-го туру чемпіонату України. Це була перша гра в чемпіонаті, та в сезоні 2011/12 рр. коли одеська команда здобула перемогу, поступаючись по ходу гри. Також це була остання домашня гра «моряків» у сезоні 2011/12 рр. на одеському стадіоні «Спартак»[28][29].
- 26 жовтня 2011 р. Обігравши у матчі 1/8 фіналу розіграшу кубка України дніпродзержинську «Сталь» на її полі з рахунком 4:0, «Чорноморець» вийшов у чвертьфінал змагань[30].
- 31 жовтня 2011 р. У матчі 15-го туру першості України «моряки» перемогли у Києві місцеву «Оболонь» з рахунком 1:0[31][32].

### Листопад2011
- 5 листопада 2011 р. «Чорноморець» розпочав друге коло чемпіонату України грою в Донецьку, де програв місцевому «Металургу» з рахунком 0:3 матч 16-го туру [33][34].
- 19 листопада 2011 р. На місці старого центрального стадіону ЧМП, була відкрита нова, чисто футбольна арена «Чорноморець». Перший матч на новому стадіоні між одеським «Чорноморцем» і львівськими «Карпатами» закінчився з рахунком 2:2[35]. Це була гра 17-го туру чемпіонату України 2011/12. Перший м'яч в офіційних матчах на новому стадіоні забив нападник одеського «Чорноморця» Віталій Балашов[36].
- 27 листопада 2011 р. У матчі 18-го туру першості України «моряки» перемогли у Києві місцевий «Арсенал» — 1:0. Переможний м'яч був забитий з пенальті, який виявився першим пенальті, реалізованим одеською командою у цьому сезоні[37][38].

### Грудень2011
- 3 грудня 2011 р. В Одесі, у грі 19-го туру чемпіонату України «Чорноморець» поступився «Кривбасу» (Кривий Ріг) з рахунком 1:2[39][40].
- 10 грудня 2011 р. У своєму останньому офіційному матчі 2011 року «моряки» мінімально поступилися (0:1) в Дніпропетровську місцевому клубу «Дніпро» у грі 20-го туру чемпіонату України[41][42].

### Березень2012
- 3 березня 2012 р. У своєму першому офіційному матчі 2012 року «Чорноморець» отримав першу перемогу на своєму «новому» стадіоні, обігравши у матчі 21-го туру першості України маріупольський «Іллічівець» — 1:0[43][44]. 600-й гол одеськой команди у прем'єр-лізі (вищій лізі) забив за допомогою автогола гравець «Іллічівця» Ігор Чайковський.
- 10 березня 2012 р. У матчі 22-го туру першості України «моряки» перемогли у Луцьку місцеву «Волинь» з рахунком 2:0[45][46].
- 17 березня 2012 р. В Донецьку, у матчі 23-го туру першості України «Чорноморець» зазнав поразки з великим рахунком (0:4), граючи проти місцевого «Шахтаря»[47][48].
- 25 березня 2012 р. У матчі 24-го туру чемпіонату України «моряки» перемогли вдома полтавську «Ворсклу» з рахунком 2:1[49][50].

### Квітень2012
- 1 квітня 2012 р. «Чорноморець» програв у Києві місцевому «Динамо» з рахунком 1:3 у матчі 25-го туру національної першості[51][52].
- 7 квітня 2012 р. У матчі 26-го туру чемпіонату України «моряки» програли вдома клубу «Зоря» (Луганськ) з рахунком 2:3[53][54].
- 11 квітня 2012 р. Одеська команда програла у Львові місцевим «Карпатам» (1:2) гру 1/4 фіналу кубка України 2011/12, i таким чином вибула з турніру[55].
- 16 квітня 2012 р. У матчі 27-го туру національної першості «Чорноморець» програв у Сімферополі місцевій «Таврії» з рахунком 0:2[56][57]. На цю гру «моряків» вивів новий капітан — воротар команди Дмитро Безотосний.
- 22 квітня 2012 р. Домашню гру 28-го туру чемпіонату України «моряки» завершили внічию (3:3) проти харківського «Металіста»[58][59].

### Травень2012
- 2 травня 2012 р. У матчі 29-го туру національної першості «Чорноморець» здобув перемогу (3:1), граючи на виїзді проти «Олександрії»[60][61].
- 10 травня 2012 р. Гру 30-го туру чемпіонату України «моряки» грали вдома проти київської команди «Оболонь». Перемога з рахунком 1:0[62][63] дозволила команді завершити чемпіонат країни на 9-му місці.